# Cañete la Real
Cañete la Real è un comune spagnolo di 2.084 abitanti (2004), situato nella comunità autonoma dell'Andalusia e precisamente nella provincia di Malaga.

## Geografia fisica
Cañete la Real è ubicata nell'angolo nordoccidentale della provincia di Malaga, al limite tra la Serranía de Ronda e la comarca di Antequera, e si erge a 742 metri sopra il livello del mare. Il paese è situato in pittoresca posizione in una conca circondata da monti che raggiungono i 1.000 metri (Padrastro), a 50 km dalla costa mediterranea.

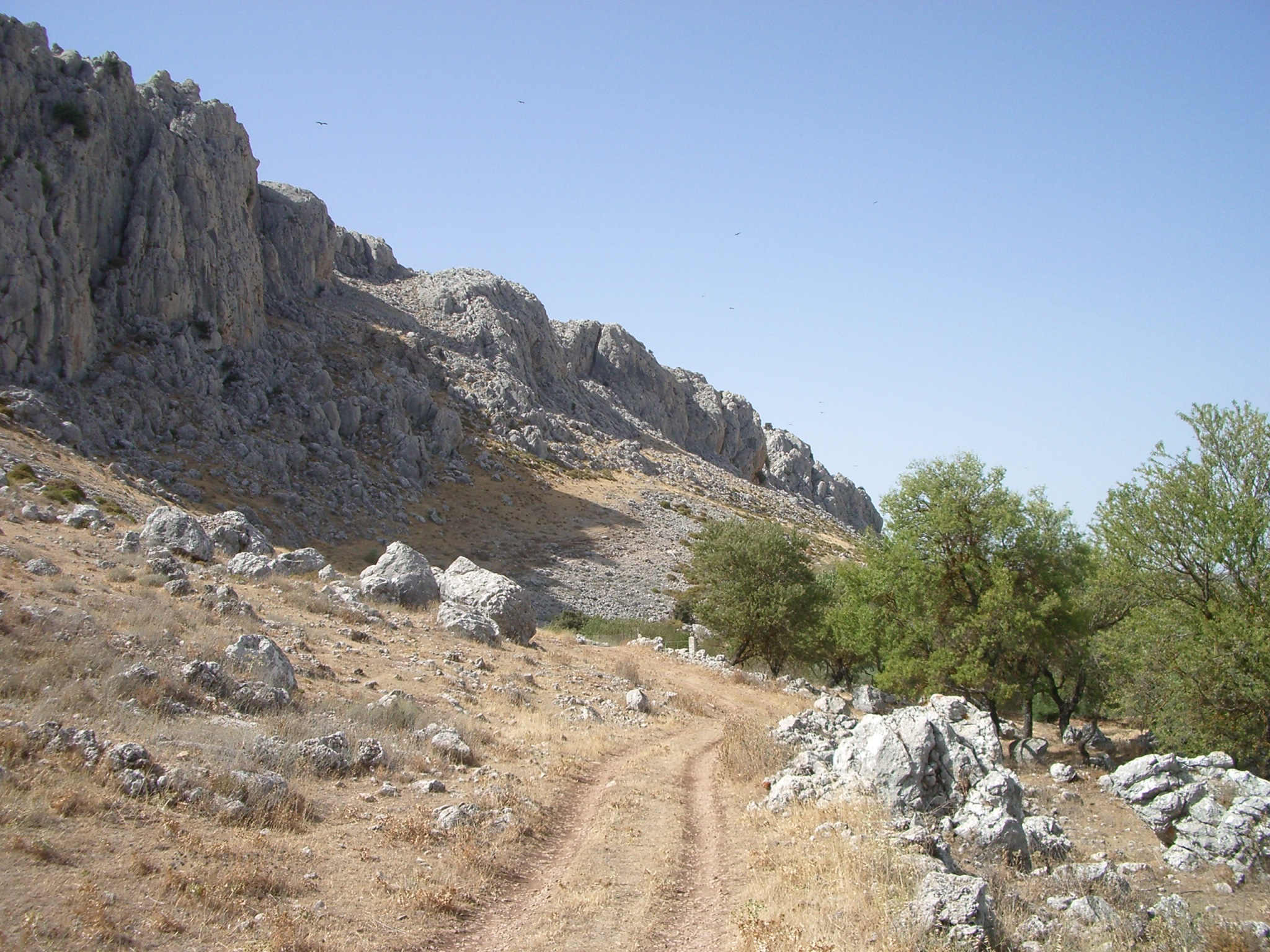
Il Padrastro, la montagna che domina il paese

Il comune copre una superficie di 165,25 km² e si estende fino alle pianure circostanti, dove scorre il fiume Guadalteba (detto anche río de Ortegícar), che attraversando la parte meridionale del comune va ad alimentare il bacino artificiale omonimo. Altro fiume importante è il Corbones, che scorre nella parte occidentale del comune.
Il comune di Cañete la Real confina a nord con i comuni di Almargen, El Saucejo e Algámitas (questi ultimi due della provincia di Siviglia); ad est con Teba; a sudest con Ardales ed El Burgo; a sudovest con Cuevas del Becerro e Ronda, mentre ad ovest con Alcalá del Valle e Olvera, entrambi facenti parte della provincia di Cadice.
Il paesaggio che offre Cañete la Real è di notevole bellezza. Le pendici delle montagne che la circondano sono coperte da boschetti di querce, pini, ulivi e mandorli, anche se prevalente è la macchia mediterranea, con folti cespugli ed erbe aromatiche tra cui timo e rosmarino. La fauna locale include grifoni, aquile, gufi, volpi, lince pardina ecc.

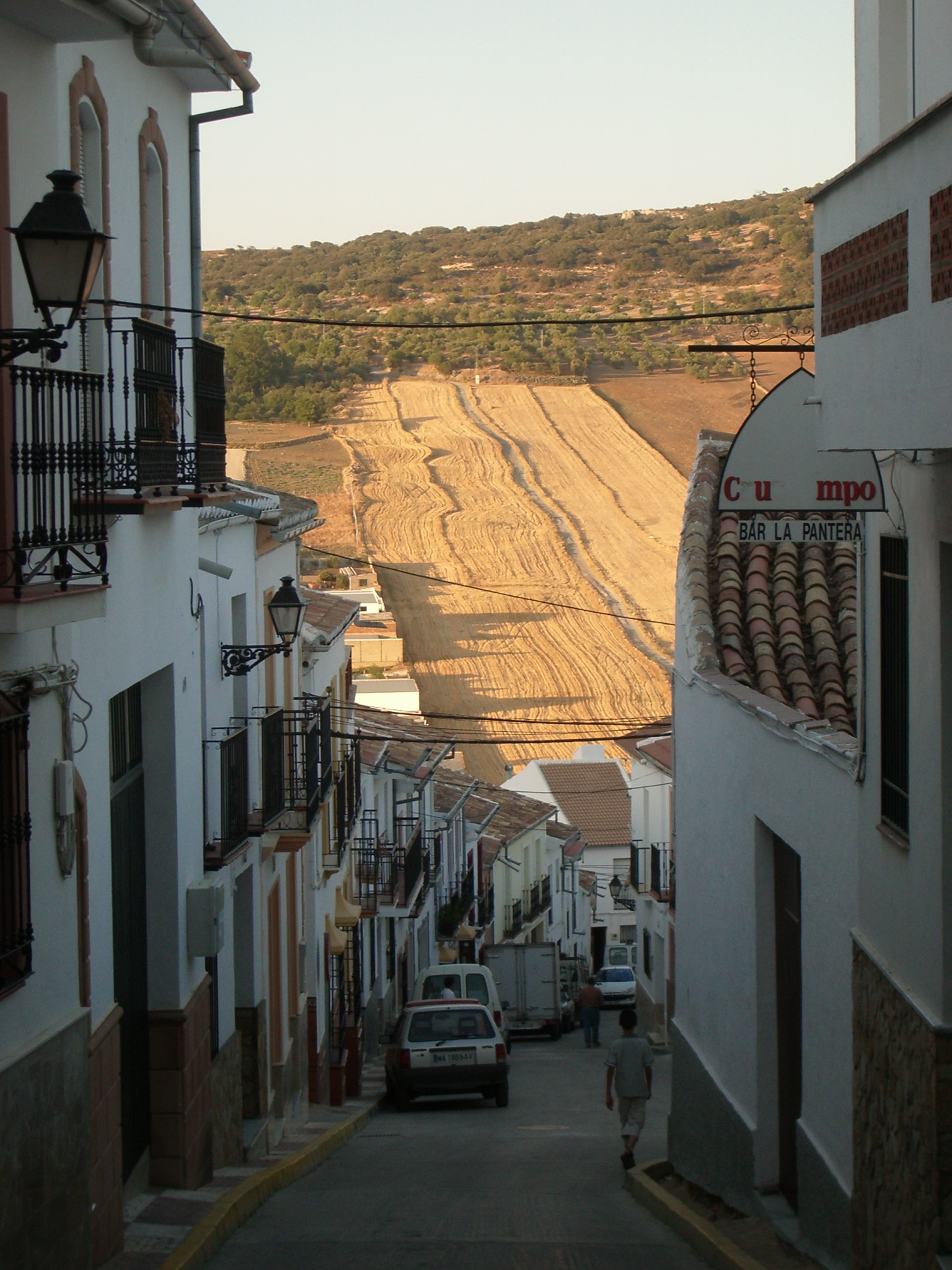
Cañete al tramonto

## Storia
Le tracce più antiche di insediamenti umani nel territorio comunale risalgono al neolitico (scavi archeologici hanno portato alla luce frammenti di ceramica realizzati circa 3000 anni fa), anche se la prima traccia di urbanizzazione risale agli Iberi, che fondarono la città di Sábora su una collina a fianco del paese attuale.
Nel 78 d.C., durante la dominazione romana, gli abitanti chiesero all'imperatore Vespasiano di trasferire la città in una zona più pianeggiante e fertile e meno battuta dai venti. Come ringraziamento, gli abitanti coniarono monete in onore dell'imperatore e fecero incidere su bronzo la missiva di Vespasiano ai saborensi (la cosiddetta aerea tabula, che fu trovata ai tempi di Carlo V e si trova oggi all'Escorial).
Con l'invasione araba all'inizio dell'VIII secolo si realizzò la progressiva conversione all'Islam e il paese mutò denominazione in Hins Canit o Qanit, che a seconda degli autori significa “castello di Canit” oppure castello dei caños che tuttora esistono nei dintorni del centro urbano.
In epoca musulmana venne costruito l'insieme di fortificazioni che forma il castello di Hins-Canit, che fu più volte attaccato nel corso della Reconquista di pari passo con l'avvicinarsi della frontiera. Dopo una presenza araba di sei secoli la città fu presa dal re castigliano Alfonso XI nel 1330, il quale le diede il titolo di "reale" che conserva tuttora. Cañete fu però in seguito più volte espugnata e riconquistata da arabi e castigliani, finché nel 1482, anno della conquista di Ronda e della sua serranía (catena di montagne), passò definitivamente in mano cristiana.
Le continue battaglie per il possesso della rocca portarono alla quasi totale distruzione del castello, che dopo la Reconquista perse ogni valenza strategica. Da questo momento le sorti di Cañete seguirono quelle dell'intera regione.
Oggi il paese sta aprendosi al turismo, grazie alla feria tradizionale di metà agosto e ad iniziative mirate di turismo ecologico.

## Monumenti e luoghi d'interesse

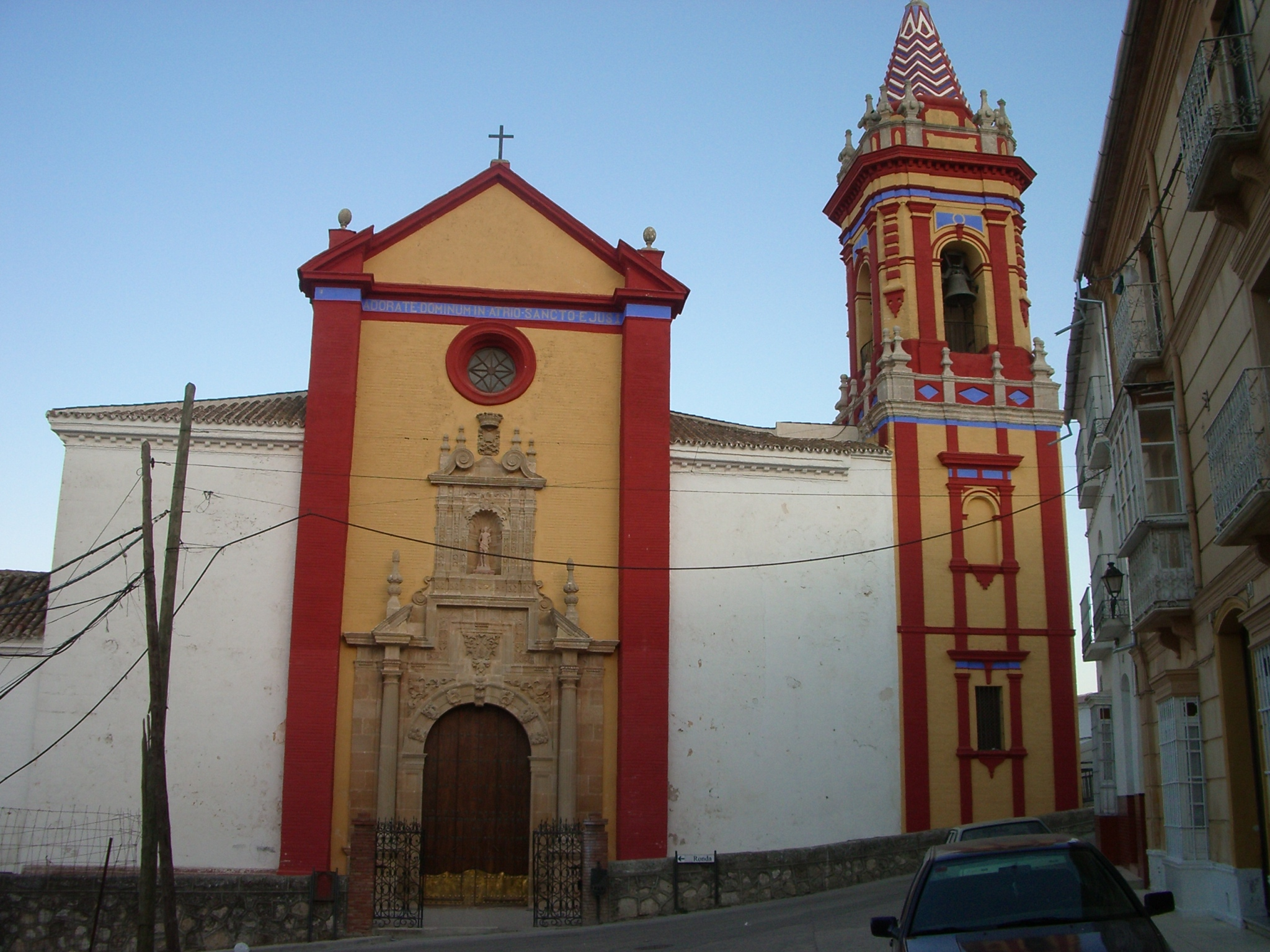
La chiesa parrocchiale di San Sebastián

Cañete la Real ha la fisionomia del tipico pueblo blanco ("villaggio bianco") andaluso, con abitazioni basse dipinte di bianco ed elaborate grate (rejas) di ferro battuto alle finestre. In calle San Sebastián, la strada più caratteristica del paese, si trovano diverse case con pregevoli facciate dei secoli XVII e XVIII.

### Architetture religiose
La chiesa parrocchiale di San Sebastián, principale edificio religioso del paese, data originariamente del secolo XV, ma in seguito ad un terremoto fu riedificata nel XVIII secolo, epoca a cui risale l'elaborato portale barocco. All'interno della chiesa si conserva la statua della patrona, la Vergine di Caños Santos. L'allegra facciata variopinta è affiancata da un campanile dal tetto rivestito di maioliche.
L'architettura religiosa di Cañete comprende anche due altri edifici di valore storico: la chiesa di San Francisco, che vantava un piccolo chiostro ora non più esistente, e il monastero carmelitano del Santissimo Sacramento, del secolo XVIII.

### Architetture militari
Il fiore all'occhiello di Cañete la Real è la fortezza araba di Hins-Canit, del secolo IX, che domina il paese dall'alto di uno sperone roccioso. Della fortezza originaria, gravemente danneggiata nel corso delle battaglie tra cristiani e musulmani e poi ulteriormente demolita nei secoli per trarne materiale da costruzione, rimangono la base della torre e un tratto di mura. Solo negli ultimi anni il castello è diventato oggetto di rinnovato interesse e di ampi quanto controversi interventi di restauro (muro di cinta, torre padronale). Gli scavi archeologici tuttora in corso hanno riportato alla luce le strutture abitative originarie, una cisterna e numerosi reperti.

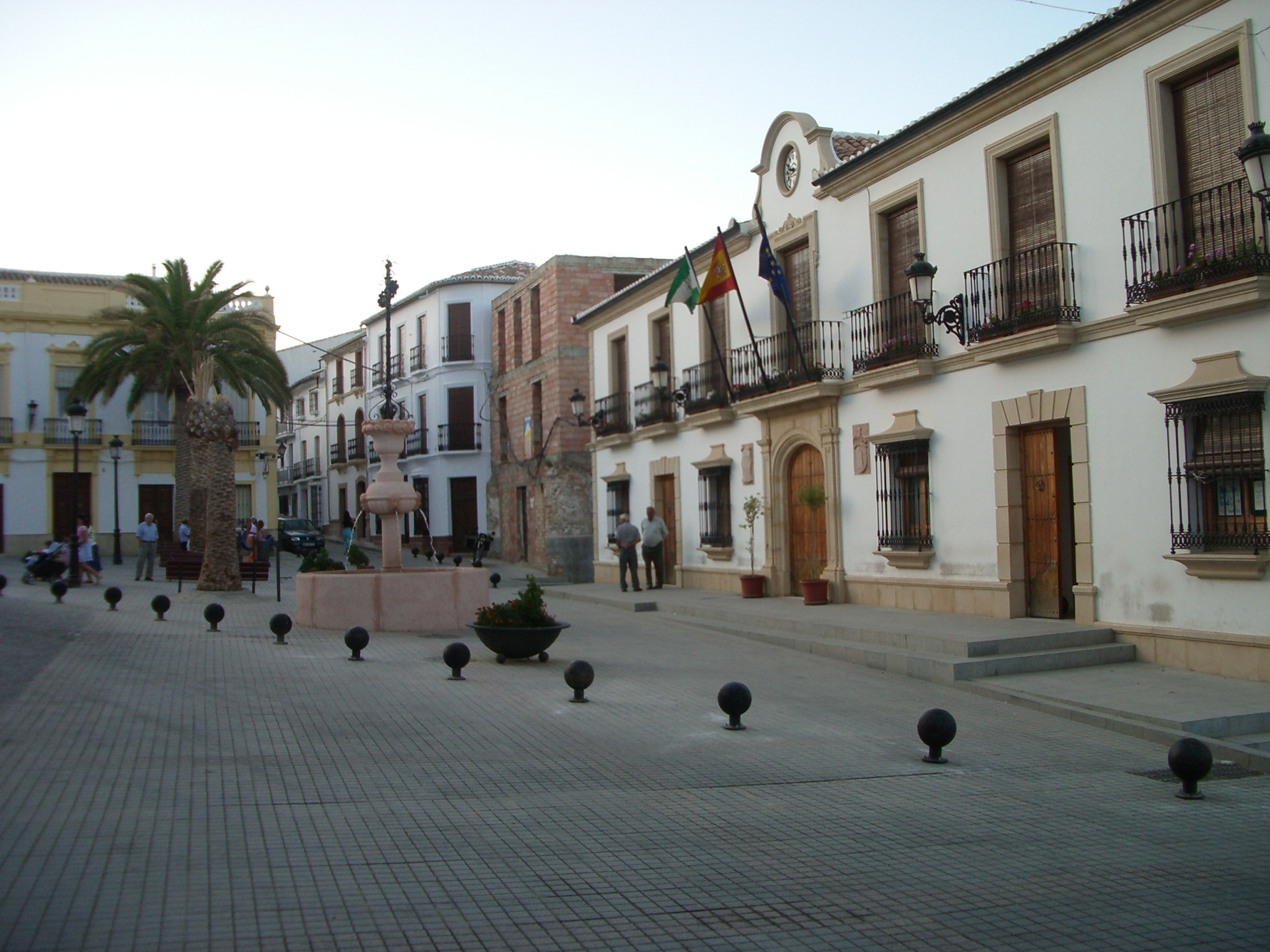
La Plaza de la Paz con il municipio

## Società

### Evoluzione demografica
| variazione demografica del comune tra il 1991 ed il 2004 | variazione demografica del comune tra il 1991 ed il 2004 | variazione demografica del comune tra il 1991 ed il 2004 | variazione demografica del comune tra il 1991 ed il 2004 |
| -------------------------------------------------------- | -------------------------------------------------------- | -------------------------------------------------------- | -------------------------------------------------------- |
| 2004                                                     | 2001                                                     | 1996                                                     | 1991                                                     |
| 2084                                                     | 2178                                                     | 2247                                                     | 2341                                                     |